# Tahj Mowry
Tahj Dayton Mowry (né le 17 mai 1986 à Honolulu, Hawaii) est un acteur américain de télévision, également chanteur.

## Famille
Tahj Mowry est né et a grandi à Hawaii. Son père Timothy Mowry, un américain d'origine anglaise, est un officier de police de Californie et sa mère Darlene Flowers, une afro-américaine d'origine bahaméenne, gère de la carrière de ses enfants. Ils se sont rencontrés au lycée à Miami. Il est le frère cadet des sœurs jumelles Tia et Tamera Mowry et le frère ainé de Tavior Mowry.
Depuis 2012, il est le compagnon du mannequin, Erica Lynn Ocampo (née le 7 janvier 1988).

## Filmographie
- 1987-1995 : La Fête à la maison : Teddy
- 1996 : Star Trek : Voyager : Innocence
- 1996 : Friends (saison 2, épisode 12) : apparition fin d'épisode
- 1997-1999 : Le Petit Malin : T.J. Henderson
- 1999 : We Wish You a Merry Christmas (voix)
  - Sister, Sister : cousin Tahj
- 2000 : Seventeen Again
- 2001 : Le Point zéro
- 2001 : Un chien envahissant (Hounded) : Jay Martin
- 2002-2007 : Kim Possible : Wallace (voix)
- 2003 : Kim Possible : La Clé du temps : Wallace (voix)
- 2004 : Hermine & Friends: Webster the Scaredy : Spider (voix)
- 2005 : Hermine & Friends: Buzby, the Misbehaving : Bee (voix)
- 2005 : Kim Possible, le film : Mission Cupidon : Wallace (voix)
- 2006 : La Vie de palace de Zack et Cody : Brandon
- 2006 : The Game : Cameron Barnett
- 2007 : Are We Done Yet? : Danny Pulu
- 2007 : Desperate Housewives (saison 4, épisode 2) : Matt
- 2012-2017 : Baby Daddy : Tucker Dobbs